# Alphons Schepers
Alphons Schepers (Neerlinter, 27 agosto 1907 – Tienen, 1º dicembre 1984) è stato un ciclista su strada, pistard e ciclocrossista belga che fu professionista dal 1928 al 1938. Con il suo terzo successo alla Liegi-Bastogne-Liegi del 1935, stabilì il record di vittorie della corsa, che fu battuto nel 1973, in seguito alla quarta vittoria di Eddy Merckx.

## Carriera
Fu uno specialista delle classiche del nord e vinse nel corso della sua carriera tre Liegi-Bastogne-Liegi, un Giro delle Fiandre e un campionato nazionale. Fu anche il primo vincitore della Parigi-Nizza, ottenne un successo di tappa al Tour de France e tre alla Vuelta a España.

## Palmarès
- 1927

Étoile du Limburg
- 1929

Liegi-Bastogne-Liegi
Prix d'Oplinter
Grand Prix de Thisnes
Circuito della Provincia Liégeois
- 1930

Giro delle Fiandre Indipendenti
- 1931

Campionati belgi, Prova in linea
Liegi-Bastogne-Liegi
- 1932

Parigi-Belfort
1ª tappa Circuit de Morbihan
Classifica generale Circuit de Morbihan
- 1933

Giro delle Fiandre
1ª tappa Parigi-Nizza
Classifica generale Parigi-Nizza
4ª tappa Tour de France (Charleville-Mézières > Metz)
2ª tappa Parigi-Saint Étienne
- 1934

Parigi-Rennes
3ª tappa Parigi-Nizza
- 1935

Liegi-Bastogne-Liegi
- 1936

11ª tappa Vuelta a España (Barcellona > Saragozza)
12ª tappa Vuelta a España (Saragozza > San Sebastián)
17ª tappa Vuelta a España (Ribadeo > La Coruña)
- 1937

Ronde van Limburg

### Altri successi
- 1931

Campionati belgi, Cronometro a squadre
Criterium di Chatelet
- 1932

Kermesse di Berchem
- 1933

Criterium di Torino
Criterium di Ginevra
- 1935

Criterium di Valkenburg
- 1937

Criterium di Jambes

## Piazzamenti

### Grandi Giri
- Tour de France

1931: 18º
1932: ritirato (15ª tappa)
1933: 18º
1934: ritirato (6ª tappa)
- Giro d'Italia

1937: ritirato
- Vuelta a España

1936: 7º

### Classiche monumento
- Giro delle Fiandre

1931: 8º
1932: 11º
1933: vincitore
1934: 2º
1937: 5º
- Parigi-Roubaix

1931: 7º
1932: 5º
1934: 6º
1935: 62º
1936: 31º
- Liegi-Bastogne-Liegi

1929: vincitore
1931: vincitore
1935: vincitore

### Competizioni mondiali
- Campionati del mondo

Montlhéry 1933 - In linea Professionisti: 5º